# IA-64

Архітектура Intel Architecture-64

IA-64 (Intel Architecture-64) — 64-бітна апаратна платформа: мікропроцесорна архітектура і відповідна архітектура набору команд, розроблена спільно компаніями Intel і Hewlett Packard. Реалізована в мікропроцесорах Itanium і Itanium 2.
Заснована на VLIW або, в термінах Intel, EPIC (скор. від англ. Explicity Parallel Instruction Computing, обчислення з явною паралельністю інструкцій).
Несумісна з архітектурою x86. Спочатку пропонувалася і як платформа для домашніх комп'ютерів, але після випуску фірмою AMD 64-бітної архітектури AMD64, що зберегла сумісність з x86, актуальність використання платформи IA-64 де-небудь, крім серверів, пропала, попри те, що наприкінці 2001 року для IA-64 була випущена спеціальна версія Windows XP 64-bit for IA-64. Також на архітектуру IA-64 портована операційна система OpenVMS, що належить HP.